# 国鉄ホキ6600形貨車
国鉄ホキ6600形貨車（こくてつホキ6600がたかしゃ）は、かつて日本国有鉄道（国鉄）及び1987年（昭和62年）4月の国鉄分割民営化後は日本貨物鉄道（JR貨物）に在籍したホッパ車である。

## 概要
ホキ6600形は麦芽輸送用として1963年（昭和38年）6月19日から1973年（昭和48年）3月22日にかけて日立製作所、富士重工業にて14両（ホキ6600 - ホキ6613）が製作された25 t積の私有貨車である。
所有者は、社名変更はあったが全車生涯変更されることなく日本麦酒（現在のサッポロビール） 1社のみであった。
専用種別を「麦芽」とする車は他にホキ9800形があった。所有者は、ホキ6600形のサッポロビールに対して、ホキ9800形はキリンビールであった。
ホキ6600形登場時には、まだ国鉄所有車であるホキ2200形が存在していなかったため、私有貨車として本形式が製作された。（ホキ2200形の登場はホキ6600形登場の3年後の 1966年（昭和41年）である）
外部車体色は落成時は黒色であったが、1978年（昭和53年）にクリーム4号（ホキ2200形と同色）に変更された。
常備駅は、東北本線の白岡駅であったが1985年（昭和60年）に東海道本線貨物支線の山下埠頭駅に変更され、サッポロビール各工場までの原料輸送に運用された。
荷役方式はホッパ上部の積込口による上入れ、ホッパ下部の取出口よりホースを接続し真空吸引式により行なった。
全長は11,830 mm、全幅は2,830 mm、全高は3,803 mm、台車中心間距離は8,230 mm、実容積は45.5 m3、自重は16.5 t - 17.2 tで、換算両数は積車4.0、空車1.8である。台車はベッテンドルフ式のTR41Cである。
1989年（平成元年）10月27日に全車（14両）が一斉に廃車となり形式消滅した。

## 年度別製造数
各年度による製造会社と両数、所有者は次のとおりである。
- 昭和38年度 - 4両
  - 日立製作所 4両 日本麦酒 （ホキ6600 - ホキ6603）
- 昭和40年度 - 4両
  - 日立製作所 3両 サッポロビール （ホキ6604、ホキ6605、ホキ6607）
  - 富士重工業 1両 サッポロビール （ホキ6606）
- 昭和47年度 - 6両
  - 日立製作所 6両 サッポロビール （ホキ6608 - ホキ6613）